# 蜩 (長山洋子の曲)
「蜩」（ひぐらし）は、1993年1月21日にリリースされた、長山洋子がアイドルから演歌歌手に転向して初の再デビュー・シングル（通算18枚目）である。

## 解説
- 当初1984年、長山は演歌歌手としてデビューする予定だったが「16歳で演歌は時期尚早」という所属事務所の方針により、急遽アイドル歌手としてデビュー。それから9年後の1993年1月、自身「演歌元年」として再デビューを果たす事となった[2]。
- オリコンチャートでの週間最高位は18位だったが、100位以内には通算36週間もランクイン。1993年の年間チャート68位にランクされ、シングル売上は42.1万枚を記録し、2016年現時点で長山自身最大のヒット曲となる。当時の演歌の売上はカセットテープが9割を占めていたが、同曲はカセットテープ6割、CD4割の売上であった[3]。
- 同曲のロングセラーで「第44回NHK紅白歌合戦」に自身念願の初出場を果たした。対戦相手は光GENJIだった。
- 表題曲「蜩-ひぐらし-」は、TBS系ドラマ「命の旅路」の主題歌に起用された。

## 収録曲
- 両楽曲共に、作詞：仁井谷俊也、作曲：徳久広司、編曲：前田俊明

1. 蜩-ひぐらし- (4分28秒)
2. 心だけでも… (3分38秒)
3. 蜩-ひぐらし-（オリジナル・カラオケ） (4分27秒)
4. 心だけでも…（オリジナル・カラオケ） (3分37秒)

## カバー
- 石原詢子（2009年のアルバム「日本名曲集」、2014年のCD-BOX『石原詢子 時代のうた』）